# Lapins
Lapins ist eine zu den Knorpelkirschen gehörende rote Sorte der Süßkirschen. Sie ist selbstfruchtbar, was auf Mutationszüchtung bei der Entstehung ihrer Elternsorte 'Stella' beruht. Die Erträge sind hoch und regelmäßig.

## Herkunft
Die Sorte 'Lapins' entstand in Summerland in Kanada. Dort wurde sie Anfang der 1970er Jahre im „Pacific Agri-Food Research Centre“ durch Kreuzung aus der ihrerseits durch Befruchtung mit durch Röntgenstrahlen bestrahltem Pollen selbstfruchtbaren Sorte 'Stella' und 'Van' gezüchtet und Anfang der 1980er Jahre in den Handel gebracht.

## Sorteneigenschaften

### Baum
Der Baum hat einen mittelstarken, kompakten Wuchs mit aufrechten Leitästen. 'Lapins' blüht früh, aber für eine relativ kurze Zeit. Die Blüten sind nur wenig frostempfindlich, die Sorte eignet sich als Pollenspender. Die Kirschen wachsen in dichten Büscheln im oberen Bereich zweijähriger Äste, was die Ernte und die Schädlingsbekämpfung erschwert.

### Frucht
Die Steinfrucht ist groß bis sehr groß und breitrund. Die feste Haut ist weinrot. Das feste, mäßig saftige Fruchtfleisch ist rot und schmeckt süßlich, aber nur schwach aromatisch. Die Früchte platzen bei Nässe leicht auf, daher wird die Sorte für Regionen mit hohen Niederschlägen im Sommer nicht empfohlen. Sie reift in der 6. Kirschwoche.